# محمدو سیدیبه
محمدو سیدیبه (انگلیسی: Mahamadou Sidibé؛ زادهٔ ۸ اکتبر ۱۹۷۸) بازیکن فوتبال اهل مالی بود.
از باشگاه‌هایی که در آن بازی کرده است می‌توان به باشگاه فوتبال اتنیکوس اچنا، باشگاه فوتبال الاهلی عربستان سعودی، باشگاه فوتبال اومانیا، باشگاه فوتبال گیانینا، و باشگاه فوتبال ایگالئو اشاره کرد.
وی همچنین در تیم ملی فوتبال مالی بازی کرده است.